# Mark Haigh-Hutchinson
Mark Haigh-Hutchinson (1964 - 15 janvier 2008) est un développeur de jeux vidéo britannique. Il est principalement connu pour son travail sur Zombies Ate My Neighbors, des jeux vidéo Star Wars du milieu des années 1990 et la série Metroid Prime.

## Biographie
Haigh-Hutchinson a commencé sa carrière chez Artic Software puis a rejoint Vortex Software en 1984. En 1986, il quitte Vortex pour Elite Systems où il était chargé du portage Amstrad CPC de Paperboy. Il travaille ensuite pour Tiertex Design Studios. En 1989, il est recruté par LucasArts où il travaille sur de nombreux jeux vidéo Star Wars. Depuis 2000, il était responsable du système de caméra de la série Metroid Prime chez Retro Studios.
Marié et père de deux enfants, il est décédé le 15 janvier 2008 des suites d'un cancer du pancréas à l'âge de 43 ans.

## Ludographie
- Android One (1984)
- Highway Encounter (1985)
- Alien Highway (1986)
- Revolution (1986)
- Paperboy (1987), portage Amstrad CPC
- Overlander (1988)
- Thunder Blade (1988)
- Human Killing Machine (1988)
- Indiana Jones and the Last Crusade: The Action Game (1989)
- World Cup Italia '90 (1990)
- Magic Boy (1993)
- David Robinson's Supreme Court (1993)
- Star Wars: Rebel Assault (1993)
- Sam & Max Hit the Road (1993)
- Zombies Ate My Neighbors (1993)
- Big Sky Trooper (1995)
- Star Wars: Dark Forces (1995)
- Star Wars: Shadows of the Empire (1996)
- Star Wars: Rogue Squadron (1998)
- Star Wars Episode I: Racer (1999)
- Metroid Prime (2002)
- Metroid Prime 2: Echoes (2004)
- Metroid Prime 3: Corruption (2007)